# Đường Phahonyothin
Đường Phahonyothin (Tiếng Thái: ถนนพหลโยธิน) hay Quốc lộ 1 là một tuyến đường chính ở Bangkok và là một trong bốn tuyến quốc lộ chính ở Thái Lan, trong đó bao gồm đường Mittraphap (Quốc lộ 2), đường Sukhumvit (Quốc lộ 3) và đường Phetkasem (Quốc lộ 4). Tuyến đường có điểm bắt đầu tại Tượng đài Chiến thắng, Bangkok và chạy về phía Bắc đến biên giới Myanmar, có tổng chiều dài là 1.005 km (624 mi).

## Lịch sử

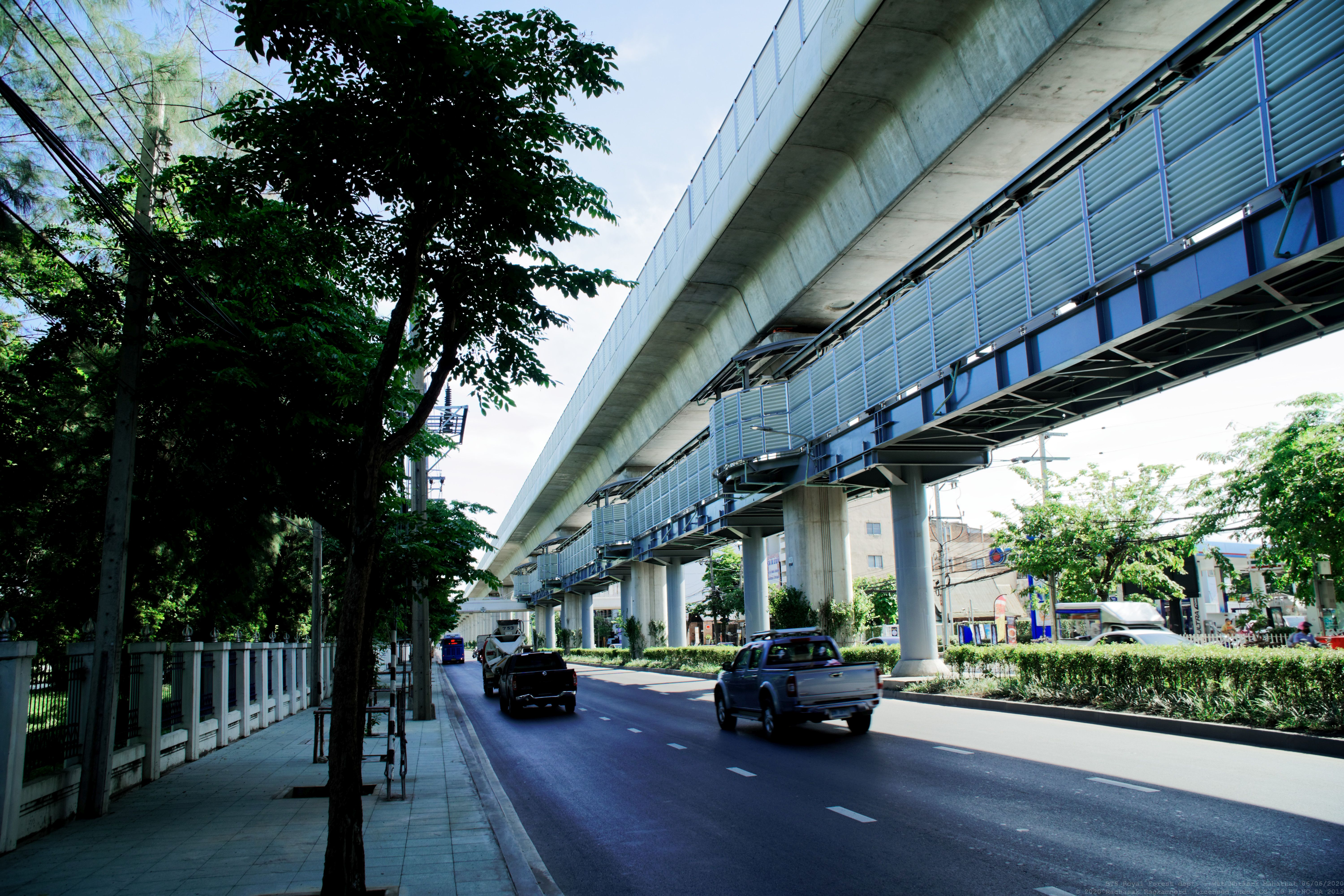
Đường Phahonyothin đoạn qua nhà ga Trung đoàn Bộ binh 11

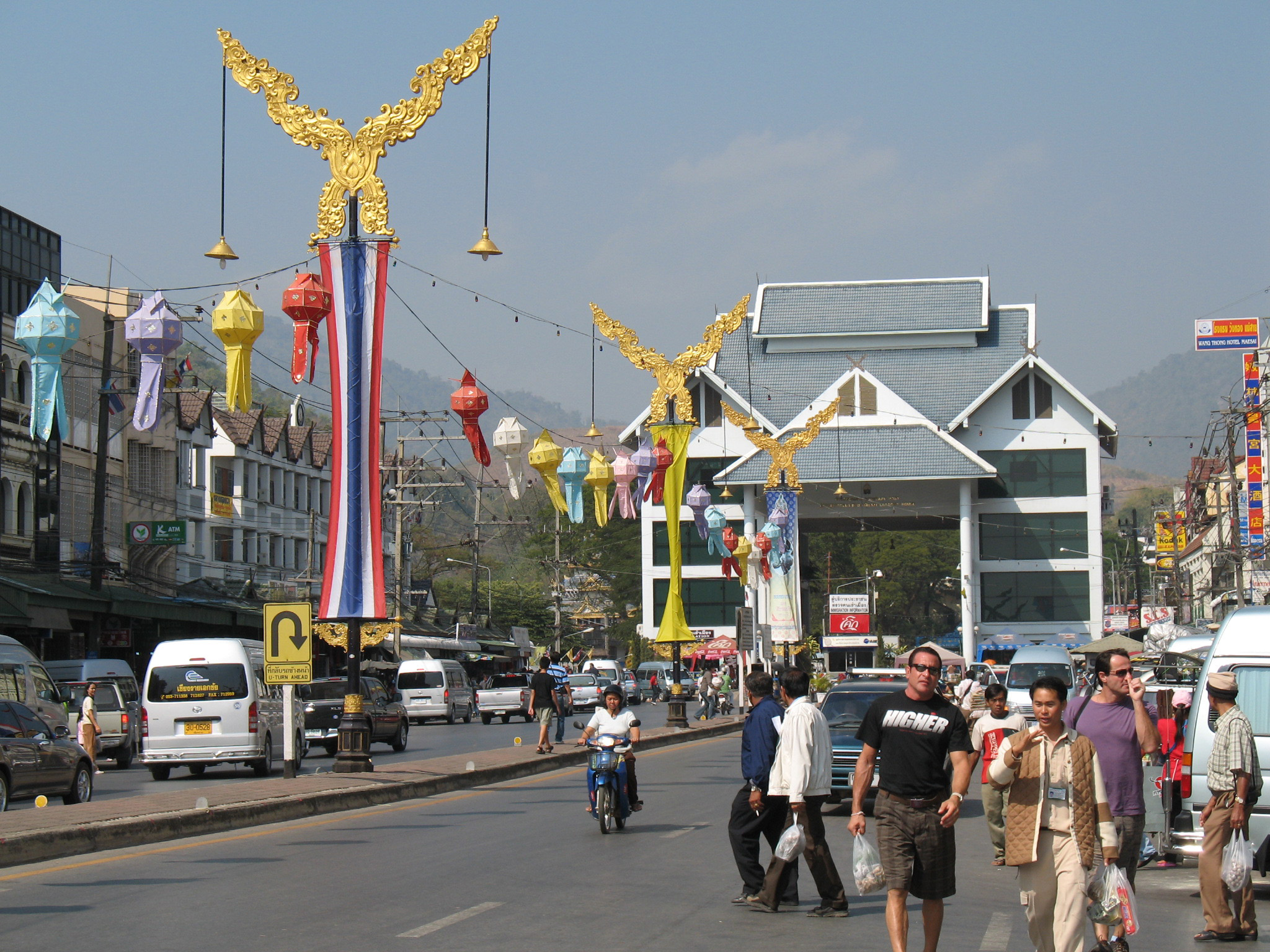
Cửa khẩu Mae Sai ở tỉnh Chiang Rai.

Đường Phahonyothin có tên gọi ban đầu là "Đường Prachathipat" (Tiếng Thái: ถนนประชาธิปัตย์, còn gọi là "Đường Dân Chủ"), và chỉ dài 22 km (14 mi) kéo dài đến Don Mueang. Năm 1938, Field Marshal Plaek Phibunsongkhram đã kéo dài tuyến đường từ Don Mueang, ngang qua Bang Pa-In, Ayutthaya, Saraburi, Lopburi và Sing Buri, có tổng chiều dài là 162 km (101 mi). Tuyến đường mới kéo dài được đổi tên thành đường Phahonyothin, đặt theo tên của nhà lãnh đạo Phraya Phahol Pholphayuhasena (trước đó là Phot Phaonyothin), ông là thủ tướng thứ hai của Thái Lan và là một trong những người đứng đầu trong cuộc Cách mạng Xiêm 1932.

## Lộ trình
Tại Bangkok, đường Phaonyothin xuất phát từ quận Ratchathewi và ngang qua Phaya Thai, Chatuchak, Bang Khen, Don Mueang và quận Sai Mai trước khi tiếp tục ở tỉnh Pathum Thani và đi ngang qua Ayutthaya, Saraburi, Lopburi, Nakhon Sawan, Chainat, một lần nữa đi qua Nakhon Sawan, Kamphaeng Phet, Tak, Lampang, Phayao và cuối cùng là tỉnh Chiang Rai, kết thúc ở quận Mae Sai, đoạn kết nối với Tachileik, Myanmar.
Đường Phaholyothin ở Bangkok cũng là một đường ranh giới giữa các quận và quận ngoại thành trong một số trường hợp như sau:
1. Thung Phaya Thai (ngoài) và Thanon Phaya Thai (trong) ở quận Ratchathewi, được xem như một điểm nối với tuyến đường Phaya Thai, từ Tượng đài Chiến thắng đến cầu vượt đường Samsen.
2. Phaya Thai (ngoài) và Samsen Nai (trong) thuộc quận Phaya Thai chạy dọc theo toàn bộ khu vực quận, từ cầu vượt đường Samsen đến Khlong Bang Sue (bắt đầu từ ngày 26 tháng 7 năm 2017).[2]
3. Chatuchak (ngoài) và Chom Phon (trong) ở quận Chatuchak, bắt đầu từ cầu vượt Khlong Bang Sue đến nút giao Ratchayothin.
4. Lat Yao (ngoài) và Chan Kasem (trong) thuộc quận Chatuchak từ Ratchayothin đến nút giao Sena Nikhom.
5. Lat Yao (ngoài) và Sena Nikhom (trong) thuộc quận Chatuchak từ nút giao Sena Nikhom đến cầu Thong Chanya.
6. Quận Bang Khen (ngoài) và quận Sai Mai (trong) từ cầu vượt Khlong Lam Phak Chi đến khu phố Saphan Mai.
7. Quận Don Mueang (ngoài) và quận Sai Mai (trong) từ khu phố Saphan Mai đến ranh giới giữa Bangkok và tỉnh Pathum Thani.